# 八幡山砦 (藤枝市)
八幡山砦（やはたやまとりで）は、静岡県藤枝市八幡（やわた）にあった中世の砦。

## 概要
藤枝市北部の潮山から南東へ延びた尾根筋末端の、現在青山八幡宮が鎮座する標高50メートルほどの小丘にある。青山八幡宮のある山頂を本曲輪とし、八幡宮本殿背後に土塁が残る。四方に伸びる尾根筋にも腰曲輪や虎口、竪堀などが配置されている。
岡部氏の城とされる朝日山城の南東2.2キロメートルに位置することから、朝日山城の出城ではないかとも言われるが、史料に記録がないため、城主など詳細不明の城郭である。
城郭遺構の向きが、南方の田中城を意識して造られたと思われることを根拠として、1575年（天正3年）の長篠の戦い以降、駿河攻略に乗り出した徳川家康の軍が、1579年（天正7年）頃から本格的に田中城に拠る武田軍を攻撃するための前線として潮城と同じく築いた、との見解もある。